# Eclampsie
Eclampsia reprezintă debutul crizelor (convulsiilor) la o femeie cu preeclampsie. Preeclampsia este o tulburare a sarcinii în care există presiune arterială mare și fie cantități mari de proteine în urină, ori alte disfuncții ale organelor. Debutul se poate instala înainte, în timpul sau după naștere. Crizele sunt de tipul tonico–clonic și, de obicei, durează aproximativ un minut. Ca urmare a crizei, în mod obișnuit, există fie o perioadă de confuzie sau comă. Complicațiile includ: pneumonie de aspirație, hemoragie cerebrală, insuficiență renală și stop cardiac. Preeclampsia și eclampsia fac parte dintr-un grup mai mare de tulburări cunoscute sub denumirea de tulburări hipertensive ale sarcinii.

## Prevenire și tratament
Recomandările privind prevenția includ: aspirina la persoanele cu risc mare, suplimentarea cu calciu în zonele cu aport scăzut și tratamentul hipertensiunii anterioare cu medicamente. Exercițiul în timpul sarcinii poate fi, de asemenea, folositor. Utilizarea sulfatului de magneziu, atât intravenos, cât și intramuscular, îmbunătățește rezultatele la persoanele cu eclampsie și se poate administra, în general, în condiții de siguranță. Acest lucru este valabil atât pentru țări dezvoltate, cât și pentru țările în curs de dezvoltare. Ar putea fi necesar ca respirația să fie asistată. Alte tratamente pot include medicamente pentru tensiune arterială ridicată, precum hidralazina, și nașterea de urgență a pruncului pe cale vaginală sau prin secțiune cezariană.

## Epidemiologie, prognoză și istoric
Se estimează că preeclampsia afectează aproximativ 5% dintre nașteri, în timp ce eclampsia afectează aproximativ 1,4% dintre nașteri. În țările dezvoltate, ratele sunt de aproximativ 1 la 2.000 de nașteri datorită îngrijirii medicale îmbunătățite. Tulburările hipertensive la naștere reprezintă una dintre cele mai comune cauze ale decesului în timpul sarcinii. Acestea au dus la 29.000 de decese în 2013 – scăzând de la 37.000 de decese în 1990. Aproximativ 1% dintre femeile cu eclampsie mor. Cuvântul eclampsie provine din termenul grecesc al fulgerului. Prima descriere cunoscută a bolii a fost relatată de către Hippocrate în secolul V Î.H.